# Martti Jäppilä
Martti "Masa" Kristian Jäppilä, född 7 oktober 1900 i Helsingfors, död 22 mars 1967 i Helsingfors, var en finländsk dragspelare, orkesterledare, sångtextförfattare och kompositör. Jäppilä var en av grundarna till orkestern Dallapé.
Under finska inbördeskriget tillhörde Jäppilä Helsingfors röda garde och blev krigsfånge i Sveaborg 1918. Som ung var han känd maratonlöpare och fotbollsspelare. 1919 blev Jäppilä dragspelare i orkestern Rajamäen pojat och grundade 1925 tillsammans med Ville Alanko orkestern Dallapé, där Jäppilä spelade dragspel och gjorde flertalet sånger. Flera av Jäppiläs sånger framfördes på skiva av orkestern med Alanko i spetsen. Jäppilä stannade kvar i orkestern fram till sin död. Jäppilä var på 1930-talet Finlands främste sångtextförfattare, hans mest kända alster är Iltatuulen viesti, som länge låg på Yleradions topplista. Sammanlagt författade Jäppilä minst 321 inspelade sånger.
Under vapenvilan 1940 tog Jäppilä initiativ till Finska dragspelsmästerskapen och under tävlingen, vilken hölls samma år, vann Onni Laihanen. Martti Jäppilä avled i leukemi endast 66 år gammal och begravdes på Malms begravningsplats i Helsingfors.